# Simón Peresz
Simón Peresz (héberül: שמעון פרס, szül. Szymon Perski; Wiszniew, 1923. augusztus 2. – Tel-Aviv, 2016. szeptember 28.) lengyelországi születésű izraeli politikus, Izrael Állam 9. elnöke. Kétszer volt Izrael miniszterelnöke és kétszer ideiglenes kormányfő; pályafutása alatt összesen 12 kormányban szolgált. 1959 novemberében választották be a Kneszetbe, melynek egy 2006-os három hónapos szünetet leszámítva 2007-ig, elnökké választásáig tagja volt.
Az izraeli függetlenségi háború alatt és után több diplomáciai és katonai posztot töltött be. Első magas rangú kormányzati pozíciója a védelmi minisztérium főigazgató-helyettesi tisztsége volt 1952-ben, majd a főigazgatói poszt 1953-tól 1959-ig. Pályafutása alatt öt különböző párt és pártszövetség színeiben volt a Kneszet tagja: Mapaj, Ráfí, az Izraeli Munkáspárt és a Mapam közös listája, Izraeli Munkapárt, valamint Kádímá. 1994-ben Jichák Rabinnal és Jasszer Arafattal együtt megkapta a Nobel-békedíjat az Oslói megállapodáshoz vezető izraeli–palesztin béketárgyalásokért, melyeken külügyminiszterként vett részt.

## Pályafutása

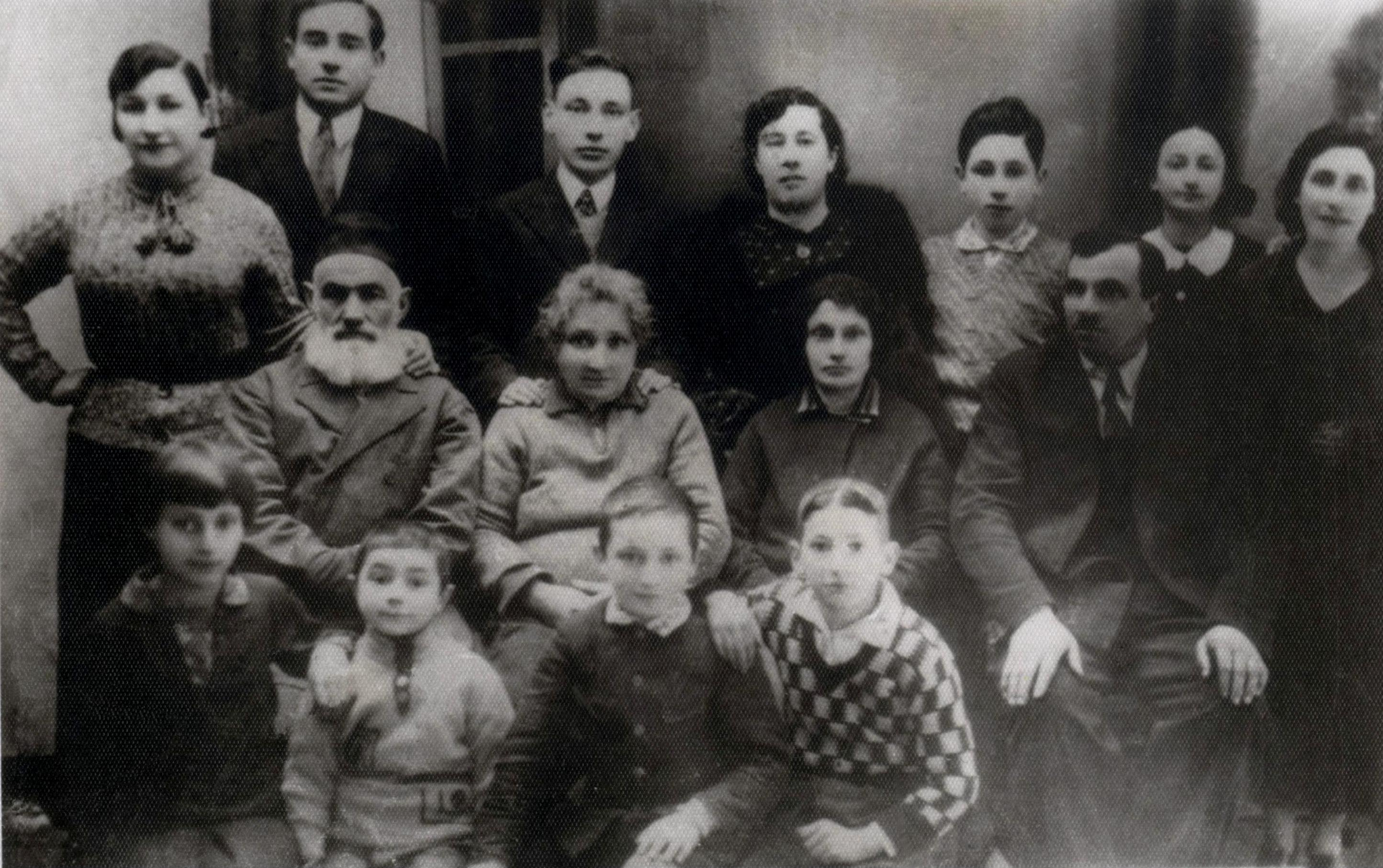
Családja körében 1930-ban (álló sor, jobbról 3.)

Simón Peresz 1923-ban született Szymon Perski néven a kelet-lengyelországi (ma Fehéroroszország területén fekvő) Wiszniewben, Yitzhak Perski jómódú fakereskedő és Sara Perski (szül. Meltzer) önkéntes könyvtáros gyermekeként. Otthon héberül, jiddisül és oroszul beszéltek, de az iskolában lengyelül tanult. A héberen kívül angolul és franciául beszélt. Gyermekkorában nagyszülei vallásossága és szülei cionizmusa egyaránt hatással volt rá. Nagyapja, Cví Meltzer rabbi (Cháim Volozsin rabbi unokája) tanította a Talmudra, hatására az ortodox haredi irányzathoz csatlakozott. Wiszniewben maradt családtagjai, köztük rabbi nagyapja a holokauszt áldozataivá váltak, amikor a nácik 1941-ben a település zsidóságát a zsinagógába terelték, majd felgyújtották az épületet.

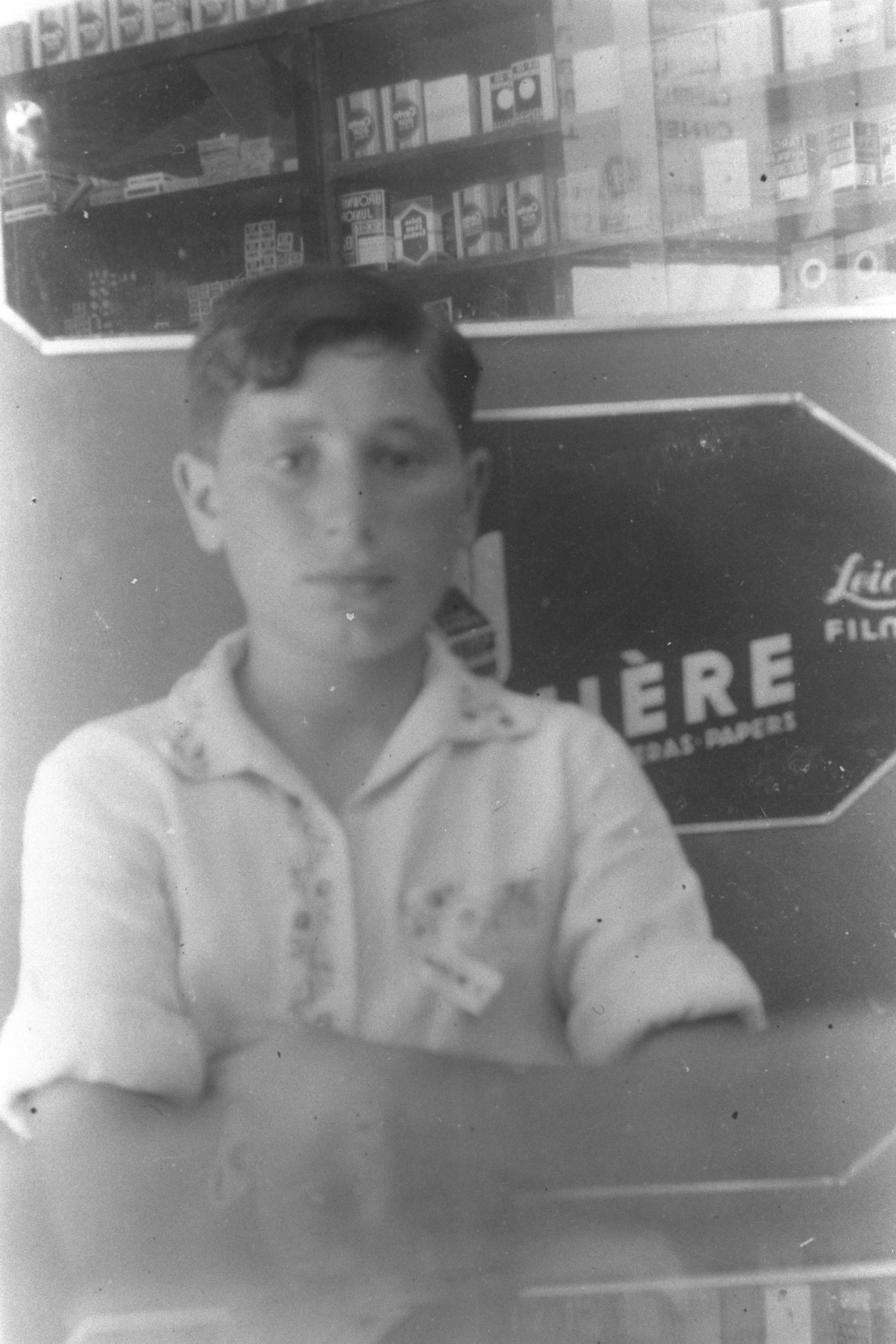
Simón Peresz 1936-ban

1934-ben a növekvő antiszemitizmus elől családjával kivándorolt a brit Palesztin Mandátum területre, és Tel-Avivban telepedtek le. Először a Balfour és Geula iskolákban, majd a kilencedik osztály elvégzése után a Ben Semen mezőgazdasági iskolában (egyúttal kibucban) tanult. 17 éves korában a „dolgozó és tanuló ifjúság” mozgalom (cionista munkáspárti ifjúsági mozgalom) egy csoportjának élén gyakorlatra ment a Harod-völgyi Geva kibucba. A csoport csatlakozott az Álumot kibuc alapítóihoz Alsó-Galileában, ahol Peresz pásztorként, tejtermelő gazdaként és kibuctitkárként dolgozott. 20 évesen beválasztották a „dolgozó és tanuló ifjúság” mozgalom országos titkárságába.
A titkárságban a Ben-Gúrión-párti kisebbséghez tartozott: a 12 fős testületben mindössze ketten támogatták a történelmi Mapaj (Izrael földjének Munkáspártja) pártot. Három évvel később azonban Peresz többséget szerzett és átvette a szervezet irányítását, ami nagy meglepetést keltett. Berl Katzenelson és Ben-Gúrión érdeklődni kezdett az ismeretlen fiatal iránt, és kinevezték a Mapaj titkárságába. Az 1946-os bázeli Cionista Világkongresszus Mapaj-delegációjának két ifjúsági küldötte Simón Peresz és Móse Daján voltak.

### A honvédelmi minisztériumban
1947-ben belépett a Haganába, az Izraeli Védelmi Erők elődjébe. A parancsnokságon szolgált, feladatai közé személyzeti ügyek, védelmi beszerzések és katonai kutatások tartoztak. 1949-ben a haditengerészet vezetőjévé nevezték ki, a függetlenségi háború után pedig a Védelmi Minisztérium amerikai delegációjának vezetője lett. Ezalatt tanulmányokat is folytatott a New School for Social Research-ben és a Harvard Egyetemen.

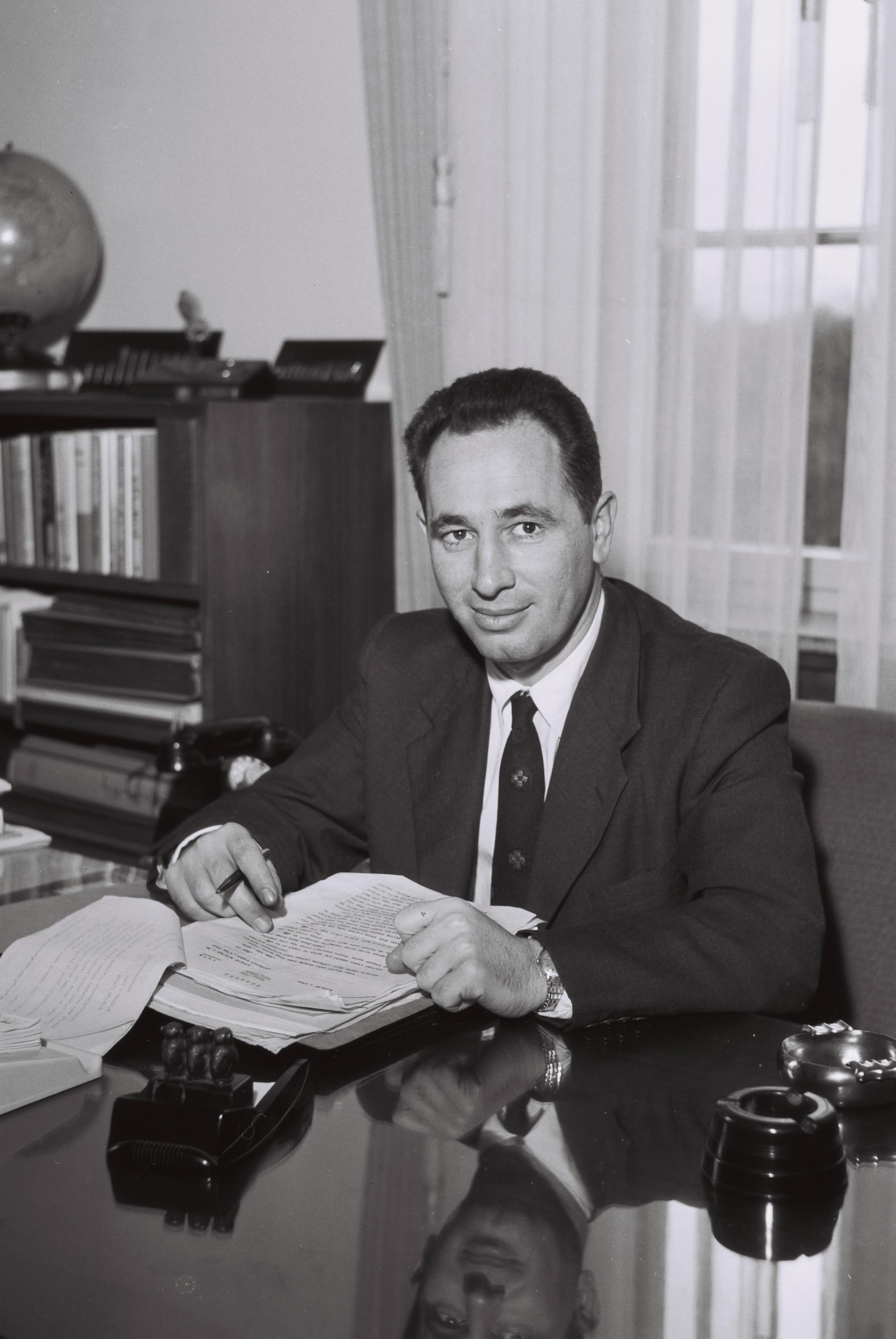
Peresz – védelmi miniszterhelyettes 1963-ban

Miután visszatért Izraelbe, 1952-ben Dávid Ben-Gúrión a Védelmi Minisztérium főigazgató-helyettesévé, majd főigazgatójává nevezte ki. Peresz erőfeszítéseit a minisztérium újjászervezésére, az Izraeli Védelmi Erők számára modern haditechnika beszerzési forrásainak biztosítására, valamint az izraeli védelmi ipar fejlesztésére koncentrálta. Szoros diplomáciai és védelmi kapcsolatot alakított ki Franciaországgal, melyek egy évtizedig fennálltak; ennek elismeréseképpen megkapta a Francia Köztársaság Becsületrendje legmagasabb fokozatát. A kapcsolat konkrét eredménye volt a Mirage III vadászbombázók beszerzése. Később Nyugat-Németországgal alakított ki erős kapcsolatokat, emellett megvetette a légi- és az elektronikai ipar alapjait. Ben-Gúrión megbízásából ő felügyelte az izraeli atomreaktorok (Dimóna és Náchál Sorek) megépítésének előkészítését, szintén francia támogatással.
1956-ban Ben-Gúrión vezetése alatt Peresz és Móse Daján vezették a Franciaországgal folytatott tárgyalásokat és a Sínai háború előkészítését. 1959-ben, miután a Kneszet tagjává választották, Ben-Gúrión kinevezte a védelmi miniszter helyettesévé, mely pozíciót hat évig töltötte be. Ez alatt az idő alatt ő irányította Izrael védelmi beszerzési, kutatási és gyártási tevékenységeit, valamint folytatta a légi-, elektronikai és nukleáris ipar fejlesztését.

### Képviselői és kormányzati pályafutása

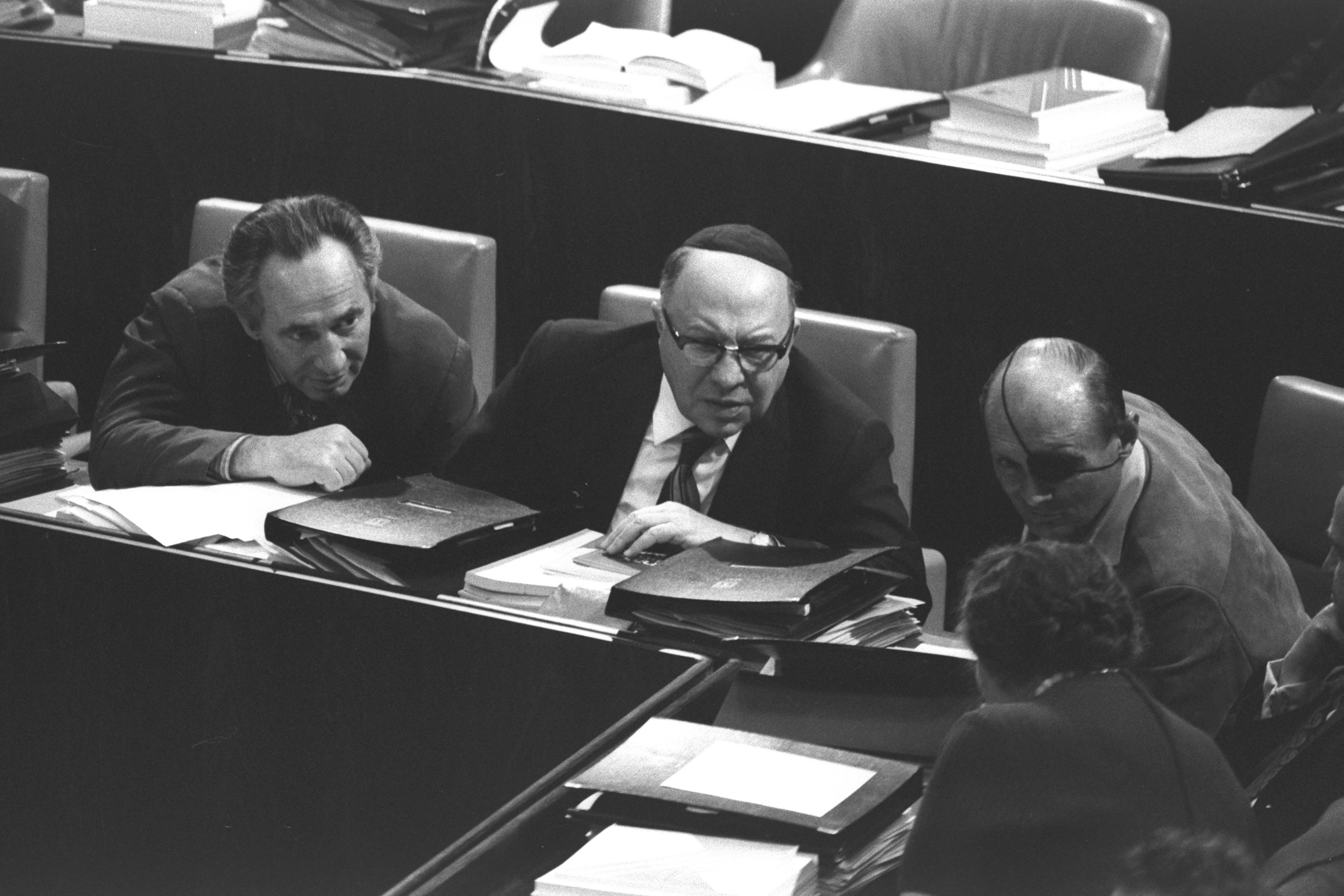
Golda Meir miniszterelnök Simón Peresz, Joszéf Burg és Móse Daján miniszterekkel

1965-ben Dávid Ben-Gúrión elhagyta a Mapajt, és új pártot hozott létre Ráfí (Izraeli Munkáslista) néven, melybe Peresz vonakodva követte. Lemondott miniszterhelyettesi posztjáról, és megválasztották az új párt főtitkárává. 1968-ban a Ráfí újra egyesült a Mapajjal és egy másik párttal, ezzel létrejött az Izraeli Munkáspárt. Simón Peresz az egyesülés egyik motorja volt, és egy évig az új párt főtitkára, Golda Meir helyettese lett. 1969-ben a bevándorlók befogadásáért és a hatnapos háborúban elfoglalt területek gazdaságfejlesztéséért felelős miniszterré nevezték ki, majd 1970-ben távközlési és postaügyi miniszter lett. Pártján belül sokáig másodhegedűs szerepbe szorult az „öreg őrök” – Ben-Gurión, Golda Meir, Lévi Eskól – mögött.
Amikor Golda Meir a jom kippuri háború után, 1974-ben lemondott, Peresz Jichák Rabinnal vetélkedett a kormányfői posztért, amiben alulmaradt; Rabinnal való rivalizálása innentől fogva egész pályafutását végigkísérte. 1974-től 1977-ig védelmi miniszterként szolgált Rabin első kormányában; erőfeszítéseit a jom kippuri háborúban súlyos veszteségeket szenvedett Izraeli Védelmi Erők helyrehozására koncentrálta. Ő kezdeményezte az Entebbe hadműveletet, melynek eredményeképpen az ugandai entebbei repülőtéren fogva tartott izraeli túszok többségét kiszabadították. Az ország biztonságának megerősítése mellett a béke előmozdításán is dolgozott. Rabinnal együtt tető alá hozták az Egyiptommal kötött átmeneti megállapodást, amely megalapozta a Menáhém Begín miniszterelnöksége alatt megkötött békeszerződést. Ő kezdeményezte a „jó kerítés” megépítését a libanoni határon.
1977-ben Jichák Rabin miniszterelnök és pártelnök hirtelen lemondása után Pereszt egyhangúlag választották meg a Munkapárt és a Mapam (Egyesült Munkáspárt) közös listájának élére, és a választásokig ideiglenes miniszterelnökként is szolgált. A választást a Likúd nyerte, míg a közös lista mindössze 32 helyet szerzett; ezzel a Munkapárt az ő jelöltsége alatt vesztette el (elődpártjait beleszámítva) 30 éves dominanciáját az izraeli politikai életben. 1978-ban a Szocialista Internacionálé alelnökévé választották. A Munkapárt elnöki posztját 1992-ig betöltő Peresz vezetésével az 1981-es választáson már 47 képviselőt küldhettek a Kneszetbe, mindössze eggyel kevesebbet, mint a Begín miniszterelnök vezette Likúd.
Az 1984-es választások döntetlenül végződtek a közös lista és a Likúd között, és nemzeti egységkormány alakult, melynek vezetését rotációs rendszerben látták el, elsőként (1986-ig) Simón Peresz. Kormányzása alatt az Izraeli Védelmi Erők kivonultak Libanonból, egy keskeny biztonsági sávot leszámítva, melyet az Izrael által támogatott Dél-libanoni Hadsereg ellenőrzött. Gazdasági stabilizációs terve megmentette az izraeli gazdaságot az összeomlástól, és 20%-ra szorította le a 400%-os mértéket is elérő hiperinflációt.

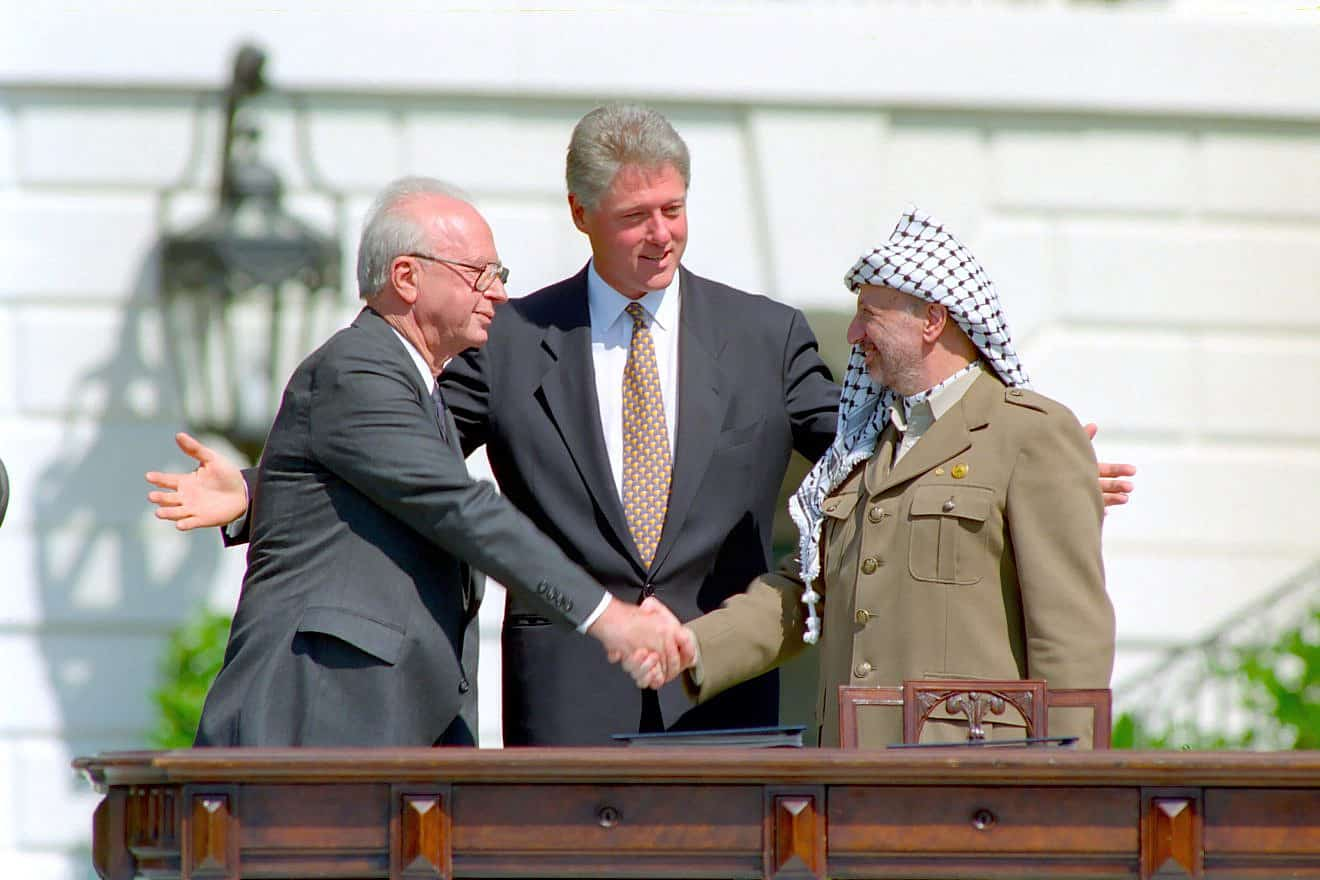
Jichák Rabin, Bill Clinton és Jasszer Arafat szeptember 13-án a Fehér Házban, az Oslói megállapodás aláírásakor

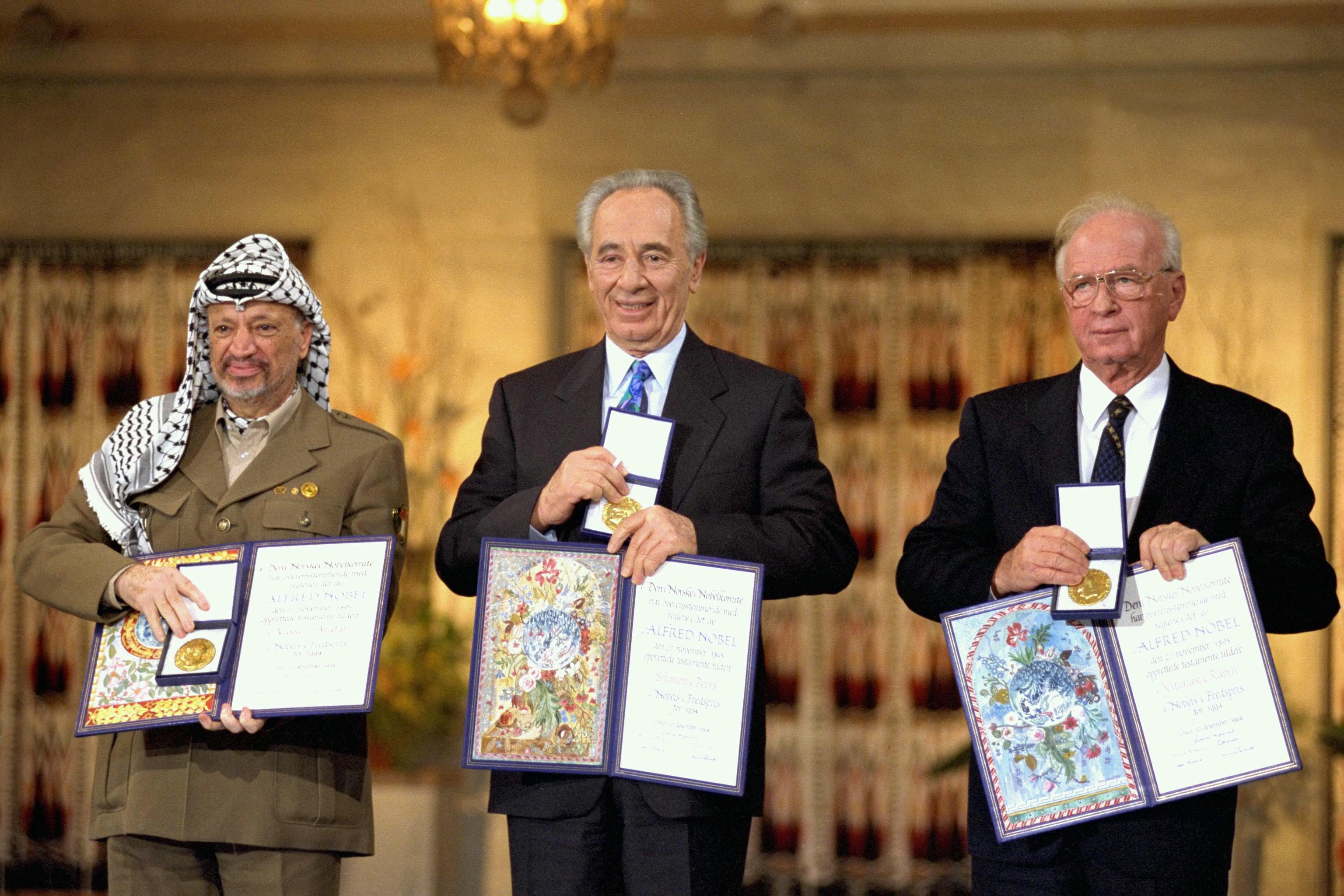
Jasszer Arafat, Simón Peresz és Jichák Rabin a Nobel-békedíj átadásakor 1994-ben

1986-tól miniszterelnök-helyettes és külügyminiszter volt. Tárgyalásai eredményeképpen létrejött egy széles körű békemegállapodás, amely magában foglalta a Ciszjordánia igazgatásában való izraeli–jordániai együttműködést, ez azonban Jichák Sámír miniszterelnök ellenállásán elbukott. 1988-tól 1990-ig Peresz a pénzügyi tárcát vezette, ekkor azonban megpróbálta az ultraortodox pártokkal összefogva megbuktatni a kormányt; a megbukott kísérlet „piszkos trükk” néven híresült el. Ezután 1992-ig az ellenzék vezére volt a Knesszetben.
1992-ben ismét a külügyi tárcát kapta Jichák Rabin második kormányában, miután alulmaradt a miniszterelnök-jelöltségért folytatott küzdelemben. Rabin mellett ő felelt a palesztinokkal való békefolyamatért, és az ő kitartása állította a kezdetben szkeptikus kormányfőt az ügy mellé. Ő vezette Oslóban azokat a tárgyalásokat, melyek eredményeképpen megállapodást írt alá Uri Savír, a védelmi minisztérium igazgatója és a Palesztin Hatóságot képviselő Ahmed Korei (Abu Ala). Erre, valamint a Rabin és Jasszer Arafat által kicserélt kölcsönös elismerési okmányokra építve írhatta alá 1993. szeptember 13-án a Fehér Házban a palesztin önkormányzatiságot megalapozó Oslói megállapodást Jichák Rabin, Jasszer Arafat és Bill Clinton jelenlétében Simón Peresz külügyminiszter és Mahmúd Abbász a Palesztinai Felszabadítási Szervezet részéről. Rabin, Arafat és Peresz 1994-ben Nobel-békedíjat kapott „a Közel-Keleti béketeremtéshez való hozzájárulásért.” Peresz éveken át jó kapcsolatot ápolt Husszein jordán királlyal, ami lehetővé tette tárgyalások lefolytatását és végül 1994-ben békeszerződés aláírását Jordániával.
1995. november 4-én egy Rabin és Peresz által vezetett békepárti tüntetésen Jichák Rabint egy merénylő meggyilkolta. A merénylet után Peresz lett a Munkapárt elnöke (1997-ig), valamint a kormányfő és egyben védelmi miniszter az 1996-os választásig, melyet 1% alatti különbséggel a Benjámín Netanjáhú vezette Likud nyert meg. Ugyanebben az évben indult el a Peresz Békeközpont, mely közös gazdasági, kulturális, sport- és oktatási projekteket kezdeményez szomszédos országokkal (Palesztina, Egyiptom és Jordánia); többek között palesztin gyerekek izraeli gyógykezelését és palesztin orvosok izraeli szakmai gyakorlatát is támogatja.
1999-ben regionális együttműködésért felelős miniszternek nevezték ki Ehúd Bárák kormányában. 2000-ben indult az elnökválasztáson, de alulmaradt Móse Kacavval szemben. 2001–től újra külügyminiszterként szolgált Aríél Sárón miniszterelnöksége alatt 2002-ig, amikor az Izraeli Munkapárt kilépett a kormányból. 2003–2005 között újra a Munkapárt elnöke volt, mely posztot összesen 18 évig töltött be.
2005-ben Sárón felkérésére részt vett a Kádímá párt megalapításában, miután Sárón elhagyta a Likudot és elfogadta, hogy a palesztinokkal a „két nép, két állam” elv alapján békeszerződést kell kötni, és ennek érdekében egyoldalúan kivonta az izraeli csapatokat a Gázai övezetből. Sárón új kormányában Peresz miniszterelnök-helyettesi posztot kapott. Ebben az időszakban a palesztinokkal való gazdasági kapcsolatokra koncentrált. Később Ehúd Olmert kormányában létrehozta a Negev-sivatag és Galilea fejlesztéséért felelős minisztériumot.
Pályafutása során 12 kormánynak volt tagja. Összesen 48 évig volt képviselő Kneszetben, ami a leghosszabb időnek számít a parlament történetében

## Izrael Állam elnöke
2007-ben választották meg Izrael Állam 9. elnökévé, esküjét július 15-én tette le. Elnökként számos társadalmi, oktatási és tudományos kezdeményezést karol fel. 2008 májusában az ország fennállásának 60. évfordulója alkalmából rangos konferenciát szervezett számos állam- és kormányfő, Nobel-díjas részvételével. A 2009-es koppenhágai klímakonferencián Izrael részéről ő mondta el a fő beszédet.
Magyarországon vihart kavart 2007. október 10-én, egy tel-avivi gazdasági kamarai rendezvényen elmondott beszéde, melyben többek között a következőket mondta: „manapság gyarmatok létesítése és hadsereg bevetése nélkül is lehet birodalmat építeni... Izraeli üzletemberek befektetnek az egész világon. Izraelnek példa nélküli gazdasági sikerei vannak, mostanra kivívtuk gazdasági függetlenségünket, felvásároljuk Manhattant, Lengyelországot, Magyarországot és Romániát”. A Máárív napilap által közölt kijelentés radikális jobboldali vélemények szerint igazolta azt a tézist, mely szerint „új honfoglalás” zajlik Magyarországon. A beszéd miatt a Magyar Nemzeti Bizottság 2006 demonstrációt tartott Izrael budapesti nagykövetsége előtt Gonda László vezetésével, melyen mintegy 50 fő vett részt. Hét MDF-alapító nyílt levélben kért tájékoztatást a „felvásárlásról”, az izraeli nagykövetnek pedig a köztelevízióban kellett magyarázkodnia. Baloldali-liberális véleményvezérek szerint ezzel szemben egy óvatlan, gazdasági sikerekkel dicsekvő mondatról van szó, melyet antiszemita előítéletek igazolására használnak fel. Az izraeli nagykövetség szóvivője szerint a „felvásárlás” szó pontos fordítás, de szerencsétlen szóhasználatról van szó, Peresz az izraeli gazdasági sikereket kívánta érzékeltetni. A beszédet a Jobbik még sokáig napirenden tartotta.

## Családja

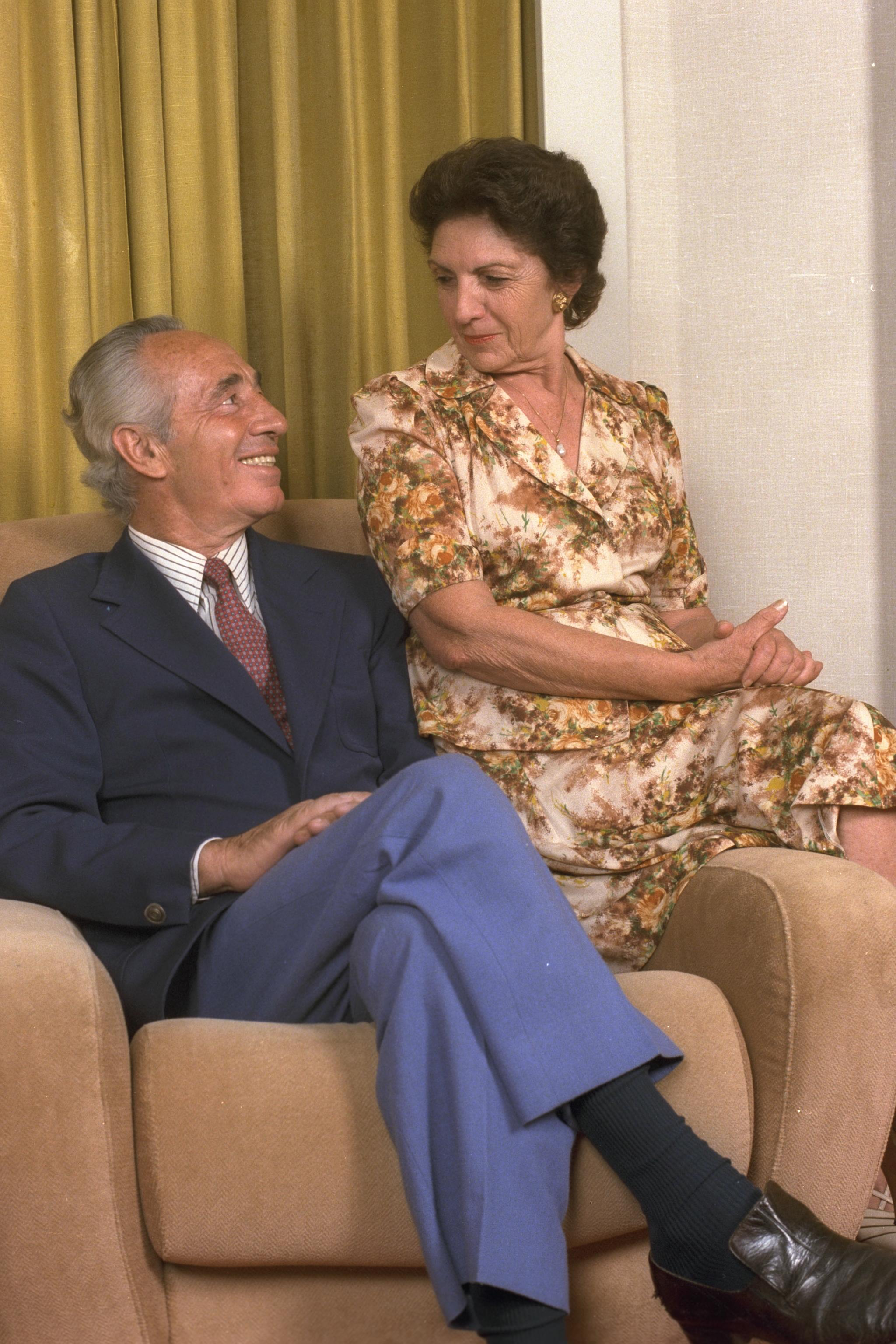
Szonja és Simón Peresz 1984-ben

1945-ben feleségül vette barátnőjét, Szonja Gelmant, akit a Ben Semen iskolában ismert meg. Otthonukat az Álumot kibucban építették fel. Három gyermekük született: Cvia Valdan, Jonatán és Nehemia. Nyolc unokája és három dédunokája van. Szonja Peresz ellenezte, hogy férje elvállalja az elnöki posztot; nem ment el beiktatására, és az elnöki rezidenciába sem költözött be. 2011. január 20-án, 87 évesen hunyt el tel-avivi otthonában.
Unokatestvére Lauren Bacall (szül. Betty Joan Perske) színésznő.

## Elismertsége

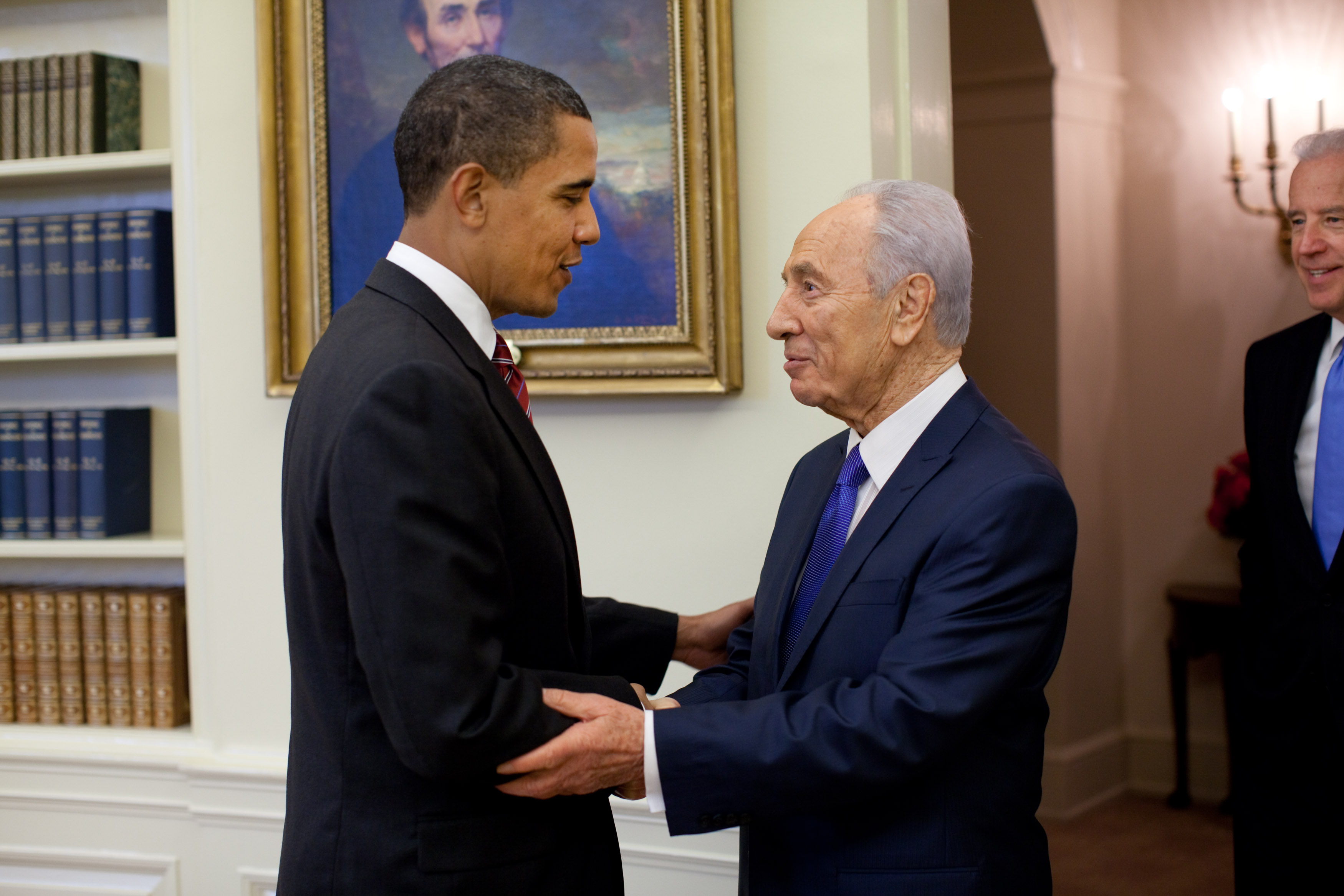
Barack Obama és Simón Peresz az Ovális Irodában (2009)

Simón Peresz sikerei ellenére hosszú pályafutása alatt nem tudott teljesen a választók bizalmába férkőzni. Izraelben erős a hadsereg mítosza, és Peresznek sokszor a szemére vetik, hogy nem volt katona. Emellett jellemhibákat is felróttak neki: Móse Sárett például megbízhatatlannak tartotta, de ravasznak, sunyinak is nevezték, többek között az 1990-es „piszkos trükk” miatt. Külföldön ezzel szemben népszerű, François Mitterrand például elismerően szólt intellektuális mélységéről. A közel-keleti békefolyamatban játszott szerepének elismerését jelzi az 1994-ben kapott Nobel-békedíj is. 2012 júniusában Barack Obama az Elnöki Szabadságéremmel, a civileknek adományozható legmagasabb kitüntetéssel tüntette ki.

## Művei
- Simón Peresz. The Next Step (angol nyelven) (1965)
- Simón Peresz. David's Sling (angol nyelven). Weidenfeld & Nicolson (1970). ISBN 0-297-00083-7
- Simón Peresz. And Now Tomorrow (angol nyelven) (1978)
- Simón Peresz. From These Men: seven founders of the State of Israel (angol nyelven). Wyndham Books (1979). ISBN 0-671-61016-3
- Simón Peresz. Entebbe Diary (angol nyelven) (1991). ISBN 965-248-111-4
- Simón Peresz, Arje Naor. The New Middle East (angol nyelven). New York: Holt (1993). ISBN 0-8050-3323-8[8]
- Simón Peresz.szerk.: David Landau: Battling for Peace. Memoirs (angol nyelven). London: Orion Books Ltd. (1995). ISBN 0-679-43617-0[9]
- Simón Peresz, Robert Littell. For the Future of Israel (angol nyelven). Baltimore, MD és London: Johns Hopkins University Press (1995). ISBN 0-8018-5928-X[8]
- Simón Peresz. The Imaginary Voyage: With Theodor Herzl in Israel (angol nyelven). Arcade Publishing (1999). ISBN 1-55970-468-3
- Simón Peresz, David Landau. Ben Gurion: A Political Life (angol nyelven). Random House LLC (2011)
- Simón Peresz. A Time for War, A Time for Peace (angol nyelven). Robert Laffont (2004). ISBN 978-0-307-90689-2[8]

### Magyarul
- Az új Közel-Kelet; ford. Félix Pál; Múlt és Jövő, New York–Bp.–Jeruzsálem, 1995

## Fordítás
- Ez a szócikk részben vagy egészben a Shimon Peres című angol Wikipédia-szócikk ezen változatának fordításán alapul.  Az eredeti cikk szerkesztőit annak laptörténete sorolja fel. Ez a jelzés csupán a megfogalmazás eredetét és a szerzői jogokat jelzi, nem szolgál a cikkben szereplő információk forrásmegjelöléseként.